# Flair Software
Flair Software fue una compañía británica desarrolladora de videojuegos que se caracterizaba por publicar juegos para el Amiga, Amiga CD32, Atari ST, Commodore 64, DOS, PlayStation, Sega Saturn y SNES. Entre sus principales juegos destacan los realizados para las consolas de Amiga como Elvira: The Arcade Game, Trolls, Oscar y Whizz, incluso Oscar en 1993 fue considerado como mascota de la fallida consola Amiga CD32. Más adelante en 1994, publicó un videojuego de peleas llamado Dangerous Streets, el cual fue considerado como uno de los peores juegos de todos los tiempos.
En algún momento de los años 90, Flair Software cambió su nombre a Microvalue y se dedicó a publicar videojuegos en vez de desarrollarlos. Desde el final de los 90, la compañía no publicó ningún videojuegos, su sitio web se encuentra bajo construcción hace años y fue oficialmente disuelta el 22 de enero del 2002. Sin embargo, los juegos Trolls y Oscar fueron rehechos y relanzados en 2010 como contenido descargable en la consola de Nintendo DS a través del DSiware por Virtual Playground (el cual forma parte del grupo de compañías de Microvalue), bajo los títulos de Oscar in Toyland (debido a que la licencia de Trolls no puede ser utilizada) y Oscar in Movieland. En 2011, Virtual Playground lanzó dos nuevos juegos de Oscar (Oscar in Toyland 2 y Oscar's World Tour) ambos para la DSiware.

## Juegos
- Turn n' Burn (1990, Amiga, Atari ST, Commodore 64, DOS)
- Elvira: Mistress of the Dark (1991, Commodore 64) (editor)
- Elvira: The Arcade Game (1991, Amiga, Atari ST, Commodore 64, DOS)
- Euro Soccer (1992, Amiga, DOS)
- Trolls (1992, Amiga, Amiga CD32, Commodore 64, DOS)
- Oscar (1993, Amiga, Amiga CD32, DOS, SNES)
- Surf Ninjas (1993, Amiga CD32)
- Dangerous Streets(1994, Amiga, Amiga CD32, DOS)
- Summer Olympix (1994, Amiga CD32)
- Whizz (1994, Amiga, DOS, PlayStation, Sega Saturno, SNES)
- Rally Championships (1994, Amiga, DOS)
- Soccer Superstars (1995, Amiga, Amiga CD32, DOS)
- Realm (1996, SNES)
- Time Paradox (1996, DOS)
- MegaMorph (1997, DOS)
- Jungle Legend (1999, Windows)